# The Hardbop Grandpop
The Hardbop Grandpop è un album in studio del pianista jazz statunitense Horace Silver, pubblicato nel 1996.

## Tracce
1. I Want You - 5:15
2. The Hippest Cat in Hollywood - 6:43
3. Gratitude - 5:38
4. Hawkin' - 6:17
5. I Got the Blues in Santa Cruz - 8:05
6. We've Got Silver at Six - 7:05
7. The Hardbop Grandpop - 5:20
8. The Lady from Johannesburg - 6:02
9. Serenade to a Teakettle - 6:24
10. Diggin' on Dexter - 5:40c

## Formazione
- Horace Silver - piano
- Claudio Roditi - tromba, flicorno
- Steve Turre - trombone
- Michael Brecker - sassofono tenore
- Ronnie Cuber - sassofono baritono
- Ron Carter - basso
- Lewis Nash - batteria